# Mike Helenklaken
Mike Helenklaken (Amsterdam, 19 april 1967) is een voormalig Nederlands profvoetballer. In zijn profcarrière kwam verdediger Helenklaken uit voor Telstar en HFC Haarlem. Bij Haarlem groeide Mike Helenklaken, mede door zijn werklust en onverzettelijkheid in het veld, uit tot een van de populairste spelers. Hij droeg enkele jaren de aanvoerdersband en werd door de supporters verkozen tot speler van het jaar.

## Carrière

### Jeugd
Mike Helenklaken meldde zich in 1975 op 8-jarige leeftijd bij voetbalclub OVVO in Amsterdam. Mike speelde een jaar bij de pupillen tot hij in april 1976 mee deed aan de jaarlijkse instuif bij Ajax. Daar maakte Mike genoeg indruk om door Ajax uitgenodigd te worden en met ingang van het seizoen 1976–1977 speelde Mike in de jeugdafdeling van Ajax.
Na 8 jaar in de diverse juniorenelftallen gespeeld te hebben maakte Mike in 1984 de overstap naar AVV Zeeburgia, ook in Amsterdam. Na twee seizoenen bij Zeeburgia werd Helenklaken gescout door oudscheidsrechter Formanoy die hem uitnodigde om bij eerstedivisieclub Telstar te komen voetballen.

### Telstar
Met ingang van het seizoen 1986–1987 speelde Mike Helenklaken eerst een seizoen in het tweede van Telstar. In het seizoen 1987-88 promoveerde Mike naar het eerste elftal en kreeg hij zijn kans om zijn debuut in het betaalde voetbal te maken. Het debuut kwam uiteindelijk op 13 maart 1988 in een wedstrijd uit tegen RBC. Helenklaken kwam als invaller in het veld in de wedstrijd die in 1-1 eindigde. Zijn eerste doelpunt in de eerste divisie maakte Helenklaken op 27 maart in de uitwedstrijd tegen SVV. Het blijkt uiteindelijk de winnende 2e treffer te zijn in de wedstrijd die met 2-1 door Telstar wordt gewonnen. Zijn 1e gele kaart pakt Helenklaken op 4 april in de wedstrijd uit tegen Helmond Sport. De scheidsrechter was Van der Leek. De trainer van Telstar in die jaren was Cees Glas.
Opvallende namen in de begeleiding van Telstar waren keeperstrainer Heinz Stuy en voormalig spits Ruud Geels. In de bekerwedstrijd tegen VC Vlissingen in februari 1989 raakte Helenklaken aan zijn enkel geblesseerd. Deze blessure blijft hem gedurende de rest van zijn voetballoopbaan parten spelen en blijkt uiteindelijk de voorbode te zijn van zijn voortijdige afscheid van het betaalde voetbal in 1994.

### Haarlem
Vanwege zijn enkelblessure mocht Helenklaken transfervrij vertrekken bij Telstar en nog dezelfde dag tekende hij een contract bij eredivisieclub HFC Haarlem. Zijn eredivisiedebuut maakte hij op 27 augustus 1989 in de thuiswedstrijd tegen Feyenoord als invaller voor Michel Doesburgin de 35e minuut. In de uitwedstrijd tegen PSV kreeg Mike landelijke bekendheid vanwege een grove charge op Ivan Nielsen. Enkele spelers van PSV, waaronder Nielsen en Eric Gerets wilden Mike te lijf gaan. De scheidsrechter toonde Mike de gele kaart.
Na afloop van het seizoen 1990/91 besloot Mike te gaan spelen voor FC Slotervaart. Gelukkig voor de supporters die hem juist tot voetballer van het jaar hadden verkozen had Mike nog geen bindende wedstrijd voor Slotervaart gespeeld en kon hij zonder veel moeilijkheden aan het begin van het seizoen weer bij de selectie aansluiten.
Bij HFC Haarlem speelde Helenklaken onder andere samen met bekende spelers als Edward Metgod, Michel Doesburg, André Stafleu, Arthur Numan, Barry van Galen, Orlando Trustfull, Brian Tevreden, Romano Sion, Lee-Roy Echteld, Wout Holverda en Dennis Purperhart.

## Statistieken
| Seizoen         | Club            |                    | Competitie      | Competitie | Competitie | Beker | Beker | Totaal | Totaal |
| Seizoen         | Club            | Wed.               | Competitie      | Dlp.       | Wed.       | Dlp.  | Wed.  | Dlp.   |        |
| --------------- | --------------- | ------------------ | --------------- | ---------- | ---------- | ----- | ----- | ------ | ------ |
| 1987/88         | Telstar         | Vlag van Nederland | Eerste divisie  | 11         | 1          | 0     | 0     | 11     | 1      |
| 1988/89         | Telstar         | Vlag van Nederland | Eerste divisie  | 15         | 1          | 0     | 0     | 15     | 1      |
| Club totaal     | Club totaal     | Club totaal        | Club totaal     | 26         | 2          | 0     | 0     | 26     | 2      |
| 1989/90         | HFC Haarlem     | Vlag van Nederland | Eredivisie      | 12         | 0          | 0     | 0     | 12     | 0      |
| 1990/91         | HFC Haarlem     | Vlag van Nederland | Eerste divisie  | 19         | 3          | 2     | 1     | 22     | 3      |
| 1991/92         | HFC Haarlem     | Vlag van Nederland | Eerste divisie  | 13         | 0          | 4     | 0     | 17     | 0      |
| 1992/93         | HFC Haarlem     | Vlag van Nederland | Eerste divisie  | 25         | 1          | 1     | 0     | 26     | 1      |
| Club totaal     | Club totaal     | Club totaal        | Club totaal     | 69         | 4          | 7     | 1     | 76     | 5      |
| Carrière totaal | Carrière totaal | Carrière totaal    | Carrière totaal | 95         | 6          | 7     | 1     | 102    | 7      |

## Erelijst
- Voetballer van het seizoen 1989/90 (gekozen door de supporters van HFC Haarlem).